# Nacław (województwo wielkopolskie)
Nacław – wieś w Polsce położona w województwie wielkopolskim, w powiecie kościańskim, w gminie Kościan.
W pobliżu przebiega linia kolejowa Poznań-Wrocław, a na wschód na Nacławia przepływa Kanał Kościański.

## Historia
Nacław był wymieniany pod nazwą Naczlaw w rejestrze z 1580-1581 roku i podlegał parafii w Kościanie.
W okresie Wielkiego Księstwa Poznańskiego (1815-1848) miejscowość wzmiankowana jako Nacław należała do wsi większych w ówczesnym powiecie Kosten rejencji poznańskiej. Nacław należał do okręgu kościańskiego tego powiatu i stanowił część majątku Czarków (Czarkowo), który należał wówczas do miasta Kościan. Według spisu urzędowego z 1837 roku Nacław liczył 224 mieszkańców, którzy zamieszkiwali 23 dymy (domostwa).
W latach 80. XIX wieku we wsi był folwark rozległy na 569 mórg oraz cegielnia. Pod koniec wieku XIX w miejscowości odkryto starożytne cmentarzysko, niecałopalne. Nacław liczył wówczas 315 mieszkańców w 40 domach. W latach 1975–1998 miejscowość administracyjnie należała do województwa leszczyńskiego.
W rejestrze zabytków Narodowego Instytutu Dziedzictwa nie zarejestrowano żadnych obiektów z Nacławia.